# Antimikotik
Antimikotiki ali protiglivna (protiglivična) zdravila, so zdravila, ki se uporabljajo za zdravljenje glivnih okužb. Uporabljajo se bodisi lokalno, na primer v obliki mazila, ali pa sistemsko, zlasti peroralno ali v obliki injekcij.

## Mehanizem delovanja
Antimikotiki delujejo na glivno celico, medtem ko v optimalnem primeru ne delujejo na človeške elice. Ker so glivne celice precej podobne človeškim, saj obe vrsti celic sodita med evkariontske celice, je selektivnost težko doseči. Glavni razliki v celicah sta ti, da ima glivna celica celično steno, ki je pri živalskih celicah ni, ter da ima v celični membrani namesto holesterola prisoten ergosterol. Številne učinkovine zavirajo sintezo ergosterola ali celične stene ter tako poškodujejo glivno celico. Nekatere učinkovine delujejo na sintezo glivne DNK.

## Skupine antimikotikov

### Polienski antimikotiki
Polieni so spojine, ki v strukturi vsebujejo več dvojnih vezi. Polienski antimikotiki so sestavljeni iz makrocikličnega poliena; predel nasproti konjugiranega dela, je močno hidroksiliran (vsebuje številne OH-skupine). Zaradi takšne strukture so polienski antimikotiki amfifilni, kar pomeni, da je en del vodotopen, drugi pa lipidotopen, in tako se vgradi v celično membrano in se veže na molekulo ergosterola, s tem pa se spremenijo lastnosti celične membrane in le-ta postane manj tekoča. Glivna celica zato lizira. Ker živalske celice vsebujejo v membrani holesterol in ne ergosterola, so na te učinkovine veliko manj občutljive. Polienski antimikotiki s krajšo hidrofobno verigo se veliko lažje vežejo tudi na holesterol, zato so toksični.
Učinkovine:
- natamicin
- rimocidin
- filipin - veže se tudi na holesterol in je toksičen
- nistatin
- amfotericin B
- kandicin

### Azolni antimikotiki
Gre za sintezne učinkovine, ki zavirajo encim 14α-demetilazo in s tem preprečujejo sintezo ergosterola iz lanosterola. Te učinkovine zavirajo tudi sintezo steroidov v človeškem organizmu.

#### Imidazolne učinkovine
- mikonazol
- ketokonazol
- klotrimazol
- ekonazol
- bifonazol
- butokonazol
- fentikonazol
- Izokonazol
- oksikonazol
- sertaconazol
- sulkonazol
- tiokonazol

#### Triazoli
Triazolni antimikotiki so novejše in učinkovitejše protiglivične učinkovine:
- flukonazol
- itrakonazol
- izavukonazol
- ravukonazol
- posakonazol
- vorikonazol
- terkonazol

### Alilamini
Alilaminski antimikotiki zavirajo encim skvalen-oksidazo, ki je prav tako vključen v sintezno pot ergosterola:
- terbinafin
- amorolfin
- naftifin
- butenafin

### Ehinokandini
Ehinokandini zavirajo sintezo celične stene; inhibirajo encim 1,3-β glukan sintazo, zato ne nastaja 1,3-β glukan, ki je eden glavnih polimernih gradnikov celične stene:
- anidulafungin
- kaspofungin
- mikafungin